# Ada Liberio
Ada Liberio Romo (Zaragoza, 10 de agosto de 1974) é uma ex ginasta rítmica espanhola que fez parte da selecção nacional de ginástica rítmica de Espanha em modalidade individual e obteve várias medalhas nacionais e internacionais. Foi campeã de Espanha em categoria de honra em 1990.

## Prémios, reconhecimentos e distinções
- Medalha ao Mérito Ginástico, outorgada pela Real Federação Espanhola de Ginástica (1990)